# Steinbach (Iffeldorf)

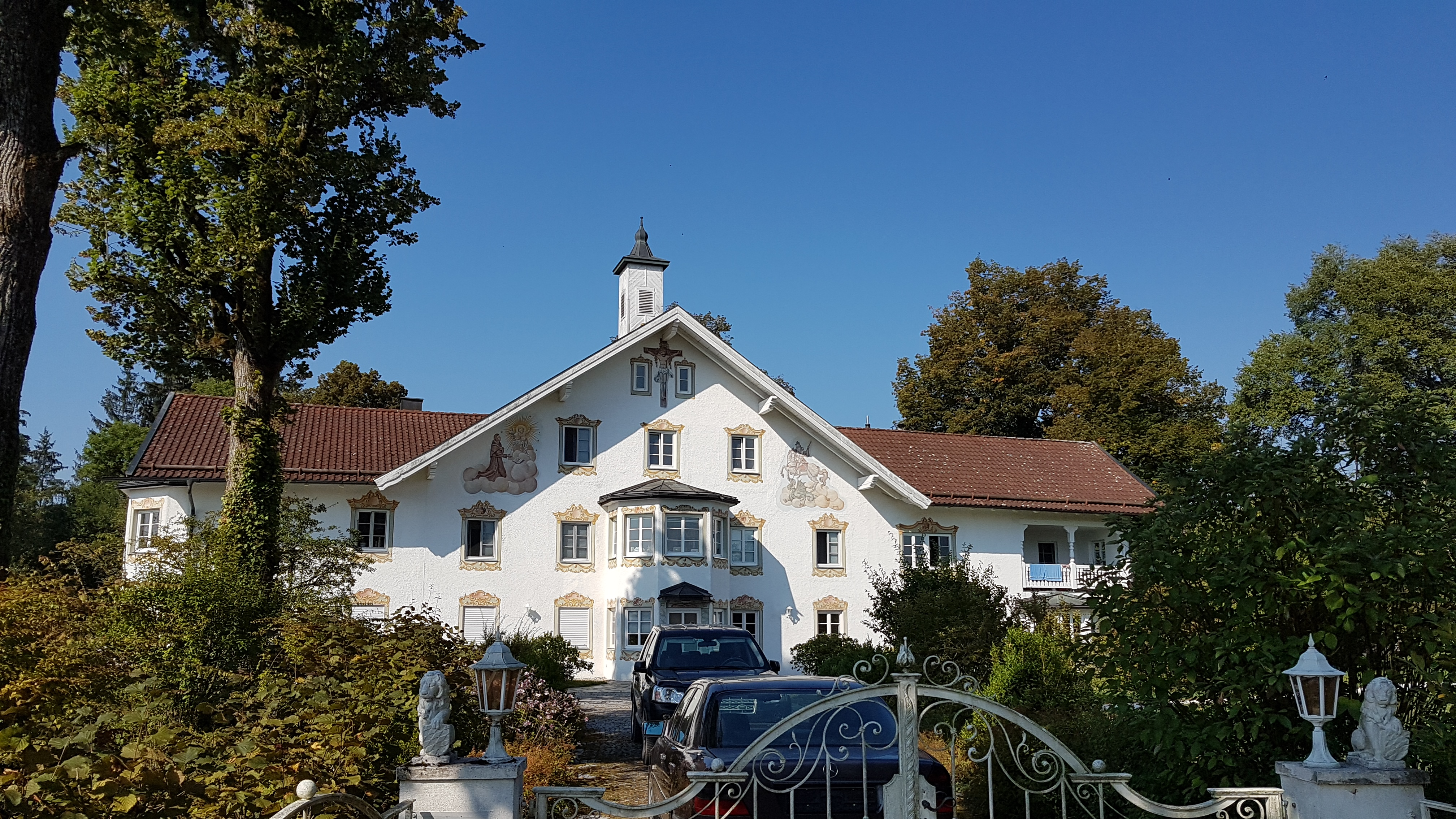
Ehemaliger „Jagl“-Hof (Villa Steinbach)

Steinbach ist ein Ortsteil der oberbayerischen Gemeinde Iffeldorf im Landkreis Weilheim-Schongau. Die Einöde liegt etwa 1,3 Kilometer westsüdwestlich vom Iffeldorfer Ortskern und ca. 700 Meter nordöstlich des Antdorfer Ortsteils Wasla.
Der Ortsname ist vom südöstlich vorbeifließenden gleichnamigen Bach übernommen.

## Geschichte

Der „Jagl“ um 1915

Lange Zeit bestand Steinbach aus zwei Höfen: Der größere war der „Berl“, vermutlich ein 1⁄4-Hof, möglicherweise dem Kloster Ettal zinspflichtig. Von ihm wird um 1645 erstmals berichtet. Nachdem er 1876 abgebrannt war, wurde er neu errichtet und im Jahr 1912 von Christian Ring, einem preußischen Hauptmann, erworben. Ab 1950 verpachtete dessen Enkel das Anwesen und um 1960 wurde die Landwirtschaft aufgegeben. Nach einer kurzen Nutzung als Reiterhof verkam der Hof zusehends, so dass er 1989 wegen Baufälligkeit abgebrochen wurde. An seiner Stelle entstanden mehrere Gebäude. Der zweite, kleinere Hof war der „Jagl“, von dem um 1618 erstmals berichtet wird. Er war möglicherweise ein 1⁄8-Hof und wahrscheinlich ebenfalls dem Kloster Ettal zinspflichtig. Auch dieses Gebäude kaufte Christian Ring 1912 und erweiterte es durch den Anbau zweier Seitenflügel zu einer Villa. Ring betrieb Steinbach als Gutshof, auch heute wird der „Jagl“-Hof noch mitunter als „Gut Steinbach“ bezeichnet.
Bis mindestens 1973 wurde Steinbach in den bayerischen Ortsverzeichnissen noch als Weiler klassifiziert, spätestens ab 1987 dann als Einöde. Am 1. Januar 1978 erfolgte die Umgemeindung des Orts im Zuge der Gebietsreform in Bayern von der aufgelösten Gemeinde Frauenrain nach Iffeldorf.

### Einwohnerentwicklung
| Jahr | Einwohner | Gebäude (ab 1885 nur Wohngebäude) |
| ---- | --------- | --------------------------------- |
| 1867 | 16        | 5                                 |
| 1871 | 12        | 7                                 |
| 1885 | 14        | 2                                 |
| 1900 | 20        | 2                                 |
| 1925 | 19        | 3                                 |
| 1950 | 49        | 3                                 |
| 1961 | 6         | 3                                 |
| 1970 | 14        |                                   |
| 1987 | 2         | 1                                 |